# Kouedjou
Kouedjou est un village du département du Nkam au Cameroun. Situé dans l'arrondissement de Nkondjock. 

## Population et environnement
La population de Kouedjou était de 842 habitants dont 436 hommes et 406 femmes, lors du recensement de 2005.